# Ducat de Primo de Rivera
El ducat de Primo de Rivera és el títol nobiliari espanyol que Francisco Franco va concedir pòstumament, amb Grandesa d'Espanya per decret del 18 de juliol de 1948, al fundador de Falange Espanyola José Antonio Primo de Rivera, III marquès d'Estella i Gran d'Espanya.

## Ducs de Primo de Rivera
| Titular                      | Titular                                         | Període                      |
| Creació per Francisco Franco | Creació per Francisco Franco                    | Creació per Francisco Franco |
| ---------------------------- | ----------------------------------------------- | ---------------------------- |
| I                            | José Antonio Primo de Rivera y Sáenz de Heredia | 1948                         |
| II                           | Miguel Primo de Rivera y Sáenz de Heredia       | 1948-1964                    |
| III                          | Miguel Primo de Rivera y Urquijo                | 1965-2018                    |
| IV                           | Fernando Primo de Rivera y Oriol                | 2019-2022                    |

## Història dels ducs de Primo de Rivera
José Antonio Primo de Rivera y Sáenz de Heredia (1903-1936), I duc de Primo de Rivera (concedit a títol pòstum) i III marquès d'Estella, fou solter i sense descendents. El va succeir el seu germà Miguel Primo de Rivera y Sáenz de Heredia (1904-1964), II duc de Primo de Rivera i IV marquès d'Estella, que es va casar amb Margarita Larios y Fernández de Villavicencio sense tenir descendents. El va succeir el fill del seu germà Fernando Primo de Rivera i Sáenz de Heredia, que s'havia casat amb María del Rosari de Urquijo y Federico (i, per tant, el seu nebot), Miguel Primo de Rivera y Urquijo (1934), III duc de Primo de Rivera i V marquès d'Estella. Aquest es va casar amb María de Oriol y Díaz de Bustamante i amb Reyes Martínez Bordiú.

## Armories
Escut semitruncat i partit: al 1r, d'or, un lleó de gules; al 2n, d'or, una àguila de sable; i al 3r, d'argent, quatre faixes ondades d'atzur. Ressaltant sobre el tot, un escussó de sable amb tres estels d'or en faixa sobremuntats de cinc sagetes travessades per un jou de gules.